# Tocadiscos

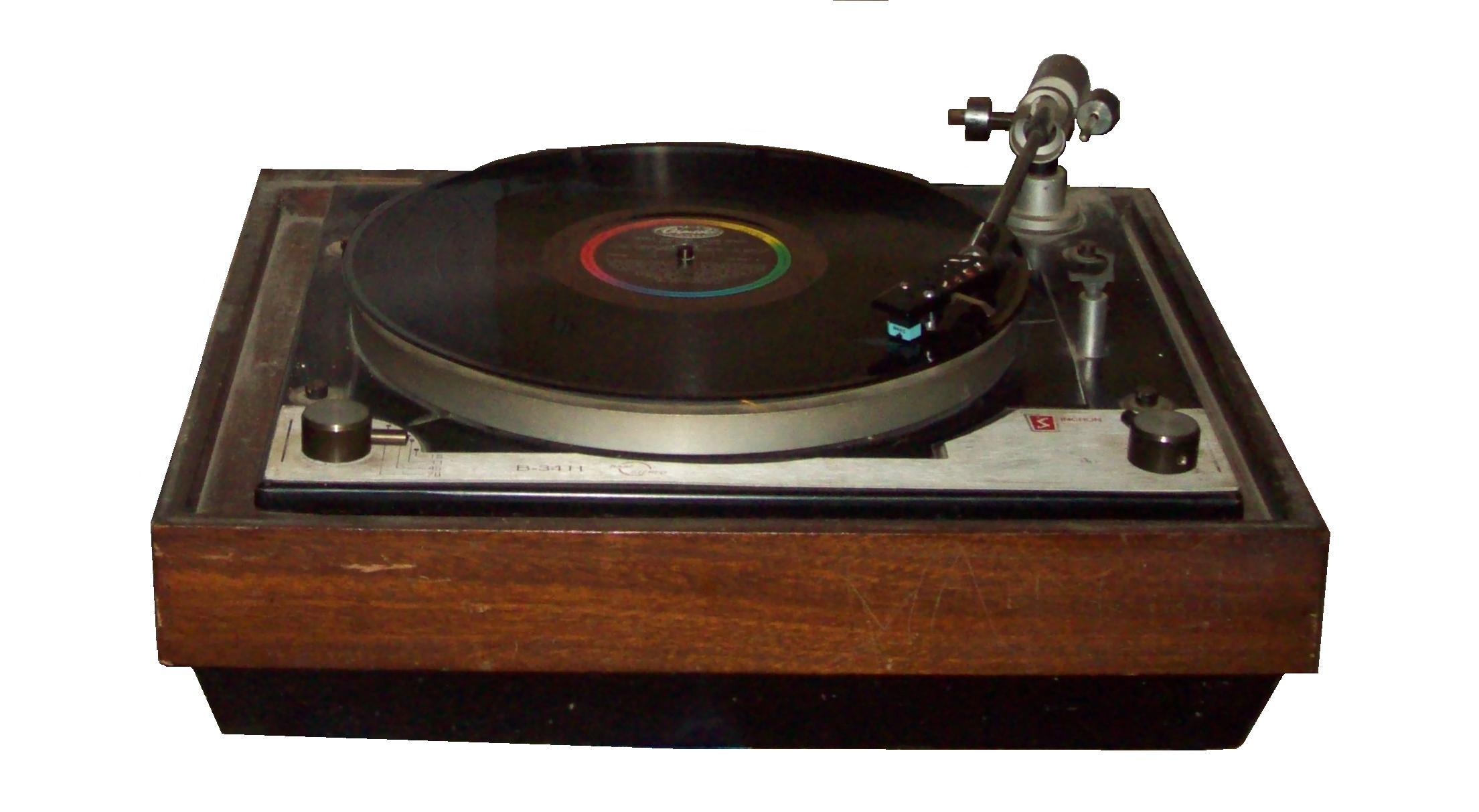
Tocadiscos manual con un disco de 12 pulgadas.

Un tocadiscos es un sistema de reproducción del sonido del tipo electromecánico analógico, sucesor del gramófono, que utiliza el mismo tipo de tecnología, sustituyendo el cilindro de fonógrafo por un disco. El tocadiscos también se conoce como pletina giradiscos, tornamesa, fonochasis, plato o pick-up, aunque ninguna de estas cuatro últimas denominaciones tiene demasiada aceptación, excepto en los ámbitos profesionales. La aplicación de la electricidad al gramófono permitió obtener una serie de ventajas, como una velocidad de giro uniforme gracias al motor eléctrico (lo que redundaba en una mayor calidad en el sonido), menos desgaste tanto en el disco como en la aguja y el control del volumen del sonido. Además, su popularización coincidió con la aparición de los formatos de discos microsurcos, el LP a 33⅓ rpm y el sencillo a 45 rpm, lo que dio lugar a que se generalizara el uso de estas dos velocidades de reproducción.
Este dispositivo se convirtió en el sistema reproductor de sonido que se mantendría por más tiempo, perdurando hasta el siglo XXI. Hacia 1950 aparecieron los llamados "combinados", generalmente tocadiscos con radio. En 1958 se empezaron a publicar los primeros discos en estéreo.

## Historia

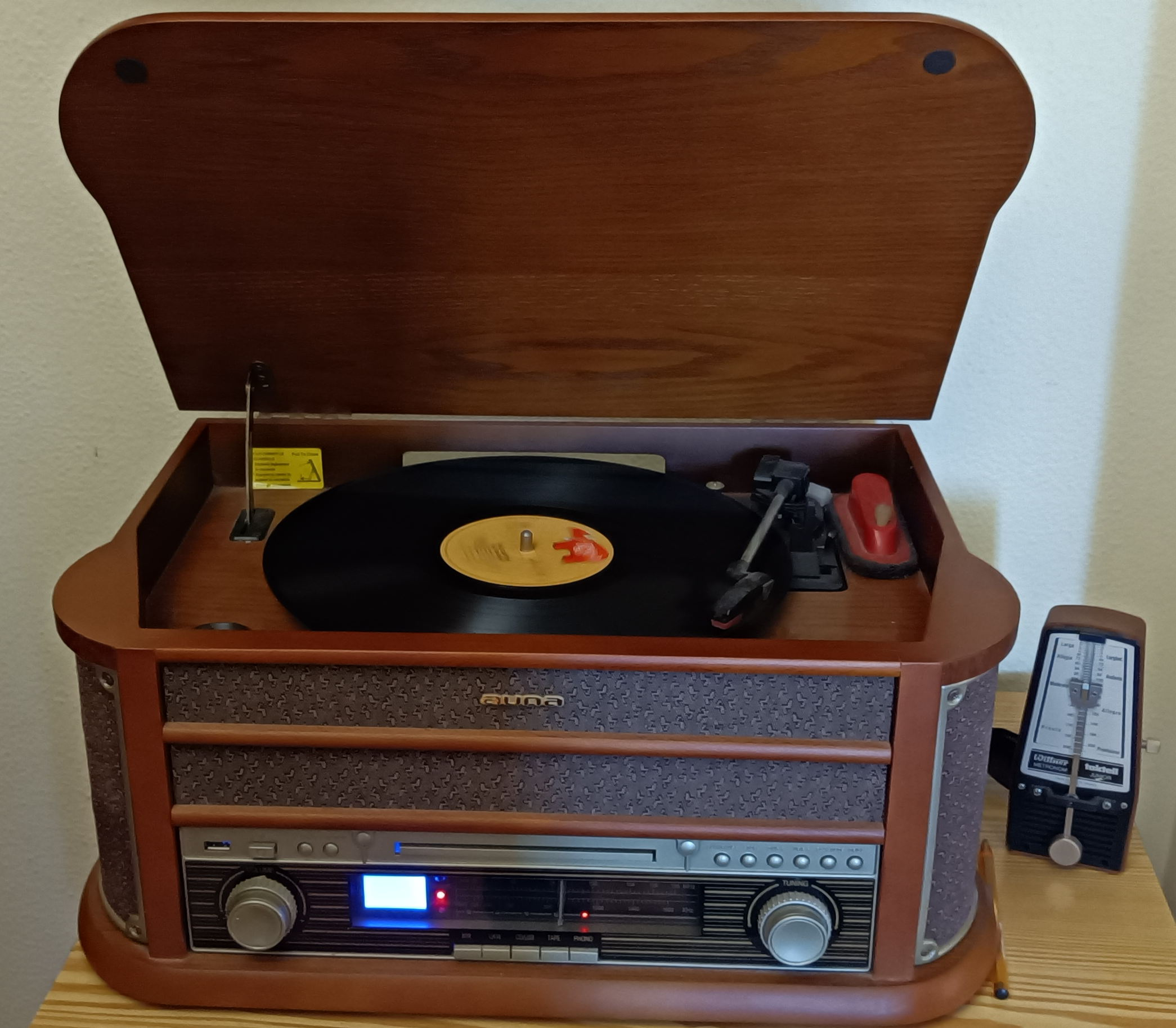
Una imitación de un tocadiscos de los años 50

El tocadiscos apareció por primera vez en 1925, justo cuando también se dispuso de los primeros amplificadores de válvulas y del "pick-up" o brazo fonocaptor.
Los tocadiscos surgieron con la idea de reproducir los discos de vinilo o de acetato de forma eléctrica y no mecánica. La reproducción eléctrica de los discos traía muchas ventajas: control de volumen de la reproducción, el tocadiscos se encuentra dotado con un motor eléctrico que hacía que el plato giradiscos rotara a una velocidad constante de 78 RPM, 45 RPM o 33 RPM, logrando así  poder tener más fidelidad en el sonido. La disminución del peso del brazo traía también menor desgaste del disco entre otros beneficios.
Posteriormente aparecieron tocadiscos más sofisticados, los semiautomáticos: cuando se terminaba el disco, eran capaces de retornar el brazo fonocaptor automáticamente a su lugar y apagar el motor y la corriente del aparato. Los automáticos eran capaces de mover el brazo por sí mismos para reproducir el disco, y podían reproducir secuencialmente varios discos por una cara gracias a incorporar a un sistema hormonal cambia discos.

## Partes

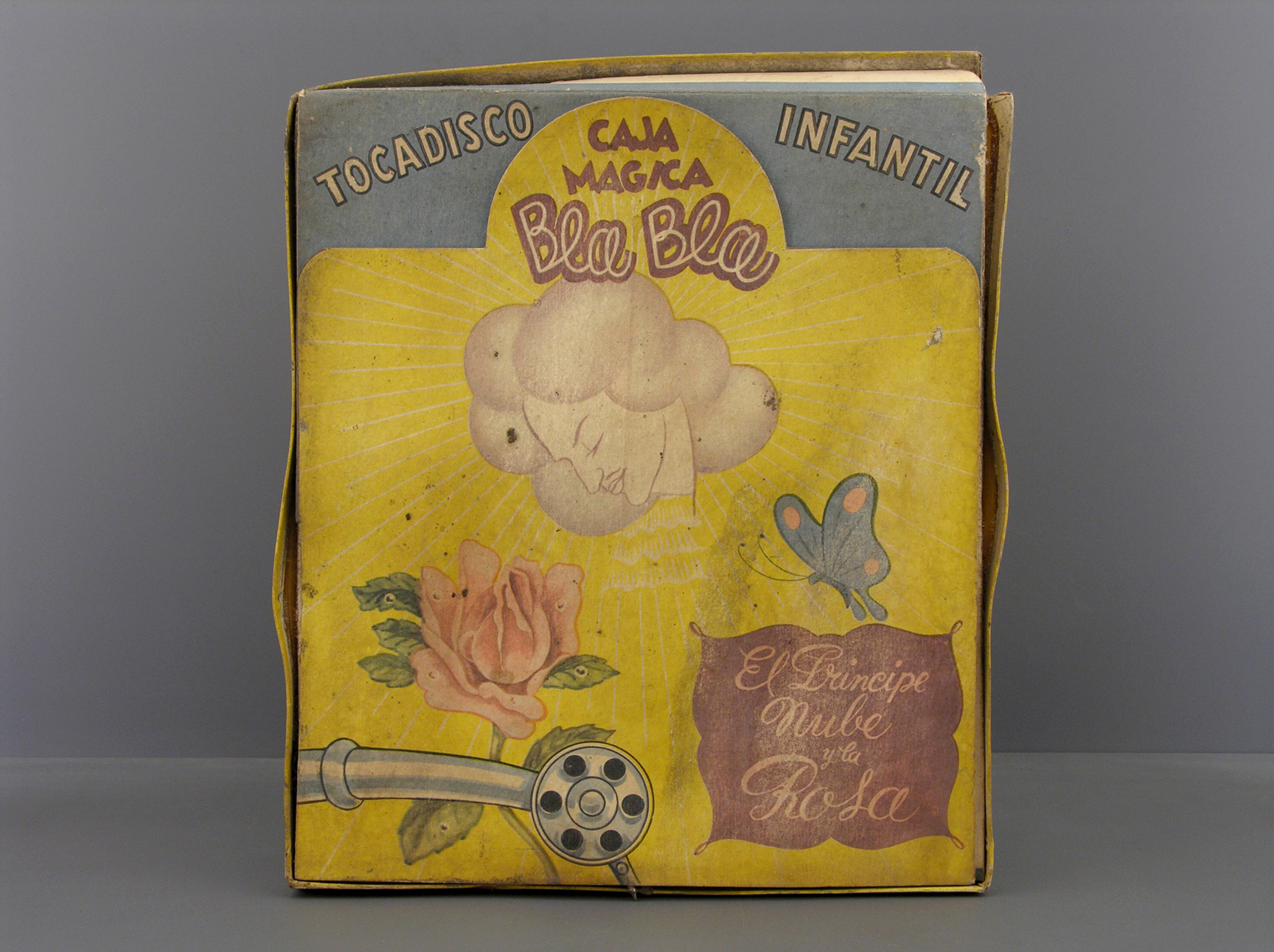
Bla Bla caja mágica tocadiscos (mediados del) de la colección permanente del Museo del Objeto del Objeto.

### Fonochasis
Se conoce como fonochasis al conjunto formado por el plato giradiscos, la cápsula y el brazo fonocaptor, que componen el esqueleto de cualquier tocadiscos. También hace la perfecta conjugación de estos elementos. Para que la cápsula solo recoja la información del disco de vinilo, y que no sea víctima de las vibraciones parásitas tanto interiores como del mismo fonochasis, del motor o de sonidos exteriores como de los altavoces y/o vibraciones de alguna máquina, el fonochasis tiene que poseer un sistema de suspensión lo más adecuado posible. Es importante también otra parte del fonochasis, que es una cubierta de plástico para evitar que el polvo entre en el disco y provocar falsas lecturas en la cápsula fonocaptora.
Los fonochasis, dependiendo del sistema de lectura de discos, se pueden dividir en: semiautomáticos, automáticos y manuales.
- Tocadiscos con levante y caída de brazo: algunos tienen un mecanismo que permite seleccionar con más precisión una canción, se oprime un botón para que el brazo se levante, el usuario lo mueve en donde quiera que caiga, y cuando oprime un determinado botón de caída, el brazo baja en el lugar exacto.

- Tocadiscos semiautomático: posee un sistema que cuando se termina el disco el brazo se levanta, vuelve a su lugar, y corta la corriente del motor, haciendo que el tocadiscos deje de funcionar y sea más cómodo para el usuario poder guardar el disco, y no tener que correr los riesgos de poder rayar el disco o romper la aguja.

- Tocadiscos automático: posee un complejo sistema que hace capaz de reproducir varios discos (solo una cara), cambiar de disco, y empezar o terminar automáticamente la reproducción de un disco. Se lo podía encontrar en las radiolas (muebles equipados con tocadiscos y radio) y en equipos de sonido estéreo tres en uno (tocadiscos, radio y grabadora de casete).

- El tocadiscos manual: es el más común por defecto, en donde el usuario se tiene que encargar de apagar o activar el motor, de poner el brazo sobre el disco para que lo toque, o quitarlo para terminar con la reproducción. Los sistemas semiautomáticos y los manuales son los más usados en la actualidad.

#### Suspensión
La suspensión tiene como objetivo amortiguar y evitar que las vibraciones parásitas, tanto internas, producidas por el motor, como externas, producidas por retroalimentación, lleguen a la cápsula, sean amplificadas y escuchadas. Para reducir o eliminar estas vibraciones a través de elementos sólidos o más elásticos, lo más visto y recomendado ha sido colocar el fonochasis sobre un soporte lo más pesado posible, como por ejemplo un armazón de metal grueso, y ponerle a este suspensiones para amortiguar las vibraciones. 
Una solución se basa en colocar tacos de caucho a modo de suspensión. En este método de suspensión, el brazo, la plataforma y el plato están unidos al zócalo de madera, por lo que la única suspensión se encuentra en las patas.

### Plato giradiscos

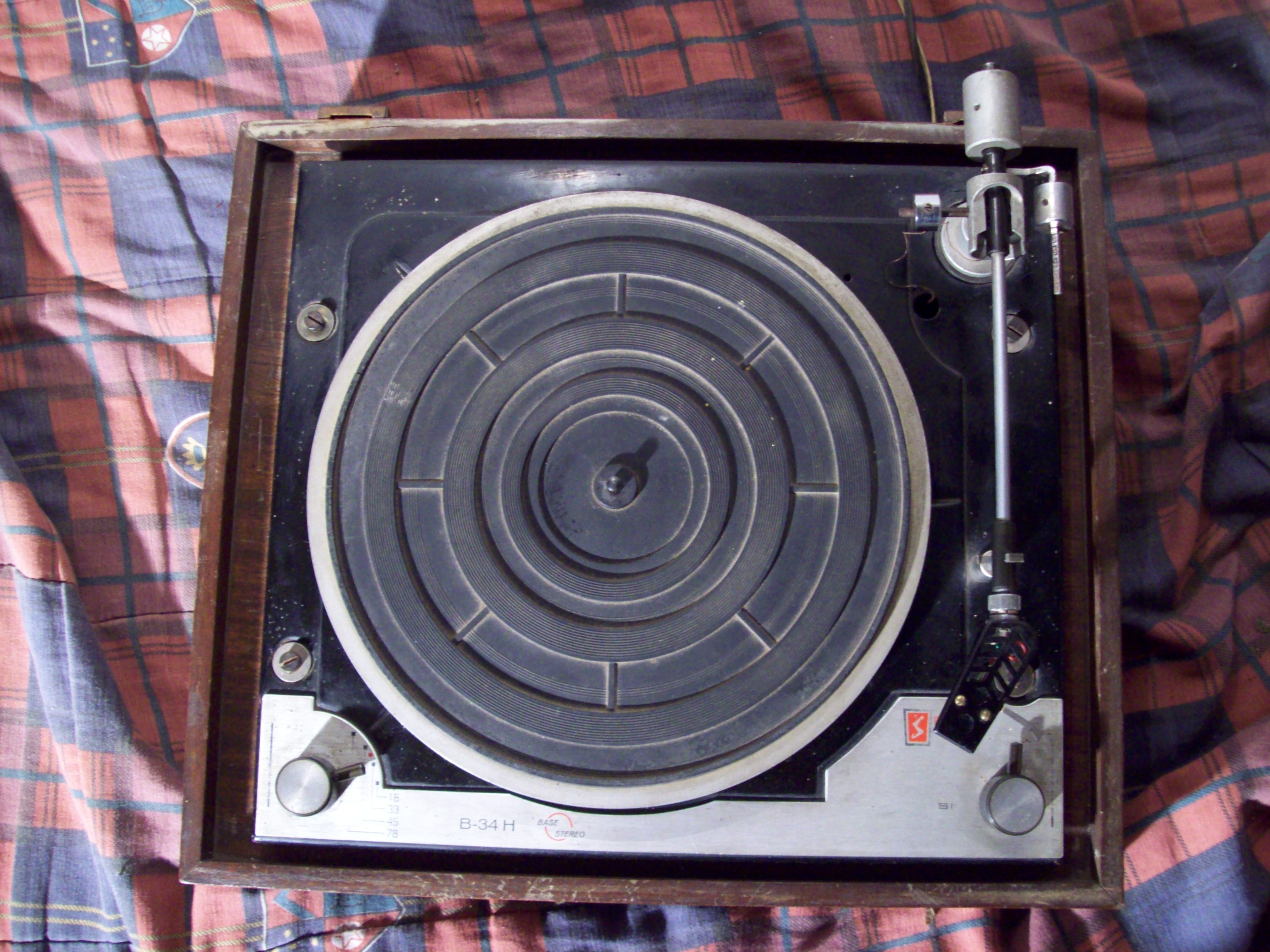
Un plato giradiscos visto desde arriba.

El plato giradiscos es donde el disco gira para ser reproducido, normalmente es de unas 12 o más pulgadas. No obstante, el rotor no es la única parte del plato giradiscos, pues este también engloba al motor encargado de proporcionarle la energía al rotor. La velocidad con la que el motor haga girar el rotor ha de ser ajustada, para permitir el rozamiento preciso de la aguja con el surco del disco. Si esta velocidad no se corresponde, el sonido no será correctamente reproducido.
Algunos de los nuevos tocadiscos, tienen en el borde del plato giradiscos hileras de puntos, tantas como sean las distintas velocidades a las que el plato puede girar. Junto al plato se encuentra una luz estroboscópica, cuando el plato gira, una de las hileras de puntos debería producir la sensación de que esa hilera está parada o en su defecto, que gira muy despacio. Si pasa esto, quiere decir que el plato gira fielmente a la velocidad indicada, dependiendo de la velocidad 16, 45, 33 o 78 RPM, dependerá la hilera y su cantidad de puntos. Este sistema se utiliza para saber si el sistema de tracción del tocadiscos está funcionando correctamente, se basa en el fenómeno del estroboscopio.
Existen algunos tocadiscos pequeños (solo para reproducir sencillos) que tiene un plato más chico, normalmente con las velocidades de 33 y 45 RPM, y a veces con el eje más grande. En el caso de que el plato sea para discos de 12 pulgadas el plato tendrá el eje de tamaño normal. Existen en el mercado adaptadores para poder usar tocadiscos con el plato grande y agujero chico y adaptarlo al eje grande de los discos de 45 RPM.

### Ajuste de Pitch (solo en algunos modelos)
Este dispositivo permite al usuario variar muy levemente la velocidad del plato giradiscos, y por tanto el tono (pitch en inglés) de la canción que es reproducida pasando a tener una entonación más aguda si se incrementa la velocidad o más grave si se disminuye. Este sistema se utiliza para poder sincronizar los temas en las sesiones de los DJ's de club. 
Se trata de un potenciómetro deslizante situado en el lado del brazo fonocaptor con un recorrido de varios centímetros. En el centro del recorrido se sitúa la posición 0, que coincide con la velocidad estándar del giradiscos (normalmente 33 o 45 RPM) y en los extremos se encuentran el máximo incremento a favor o en contra de la variación posible que suele ser de -8% a +8% o de -12% a +12%. Para un DJ, este es el control más importante para un mejor control durante las sincronizaciones  largas de las mezclas. 
En algunos modelos hay un botón "Pitch Lock" que establece la velocidad del plato a 0% o 'pitch estándar', independientemente de la posición del fader de pitch. También pueden incluir la posibilidad de variar el rango del pitch de serie, ± 8%, pero un giradiscos con un control de rango de pitch también sería capaz de cambiar a ± 12% y ± 50%, por ejemplo.
Incluso existe la posibilidad de que incorpore un botón "pitch bend" que permite ajustar la sincronización de dos discos sin tocar el vinilo. Esto puede facilitar una mezcla mucho más suave ya que no hay cambios bruscos en la velocidad del disco, aunque solo es aconsejable en mezclas de temas de BPM similares.
Con el desarrollo informático, el software para la realización de las mezclas ha ido incorporando todo el sistema de ajustes de 'pitch' además de medir todos los demás parámetros necesarios automáticamente y suelen incluir la posibilidad de realizar auto-mezclas.

### Tracción
- Por poleas: una rueda con borde de goma o polea de arrastre se encarga de impulsar el rotor. Esta rueda va unida al sistema mecánico de cambio de velocidades del tocadiscos, el cual sitúa la rueda sobre algún punto del eje del motor, que tiene diferentes grosores dispuestos en forma de escalera (normalmente en el eje del motor). Los distintos grosores corresponden a las variadas velocidades en que el motor transmite por contacto su energía a la polea, que a su vez la transmite al borde del rotor, haciéndolo girar.

- Por correas: una correa conecta directamente el motor al rotor. Este tipo de tracción alcanza las velocidades de rotación más altas, al tiempo que las vibraciones del motor son amortiguadas eficazmente. Entró en decadencia cuando hizo su aparición el motor de tracción directa.

- Por tracción directa: el propio eje del motor transmite la velocidad de giro del disco al rotor del plato. En este caso es ineludible que la velocidad de giro se ajuste a la de grabación del disco (grabación mecánica analógica); esto crea más fuerza en el rotor.

La tracción directa ha sido el sistema que se ha acabado implantando.
A su vez, los tocadiscos pueden tener tres tipos de motores:
Motor asíncrono o de inducción

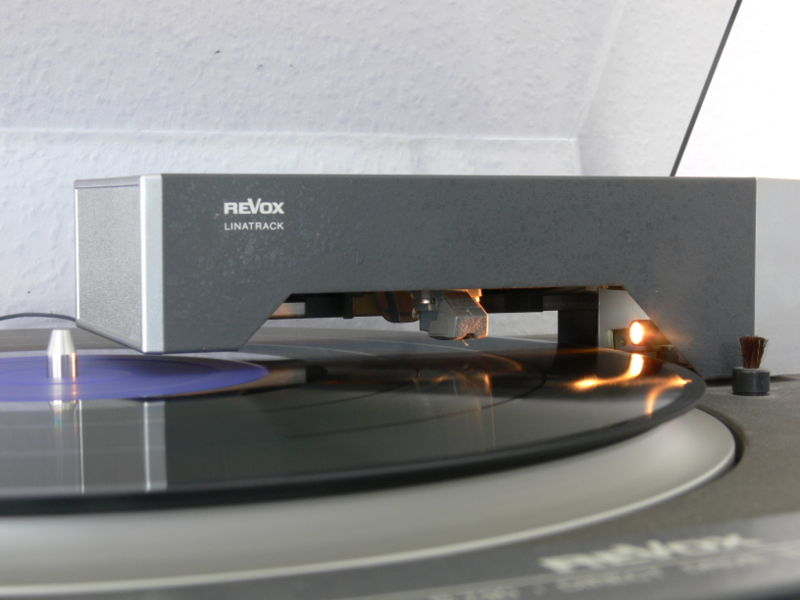
El brazo de un tocadiscos de exploración tangencial, este tipo de tocadiscos reducen totalmente el error tangencial, pero su precio elevado hace que no sean muy vendibles.

- La energía magnética necesaria para hacer girar el rotor es inducida por dos o más electroimanes, cuya polaridad cambia 100 veces por segundo. La constancia de la velocidad depende de la propia red que lo alimenta, por lo que no siempre resulta fiable (pueden darse bajadas de tensión, etc.). Como no era demasiado fiable, no se usaba en demasiados fonochasis.

Motor síncrono
- La energía magnética necesaria para hacer girar el rotor es inducida por el grupo de electroimanes que posee (siempre en mayor cantidad que el motor asíncrono, por lo general 12, 16, 24, 48 y 120), por lo que la velocidad ya no dependerá de la tensión de alimentación recibida. La velocidad de rotación en los motores síncronos dependerá del número de electroimanes, a mayor número de polos menor velocidad, y de la frecuencia de la red de alimentación.

Motor de corriente continua
- La energía que alimenta al rotor ya no es magnética sino eléctrica. La transmisión de esta energía eléctrica desde el motor al rotor.

### Brazo fonocaptor

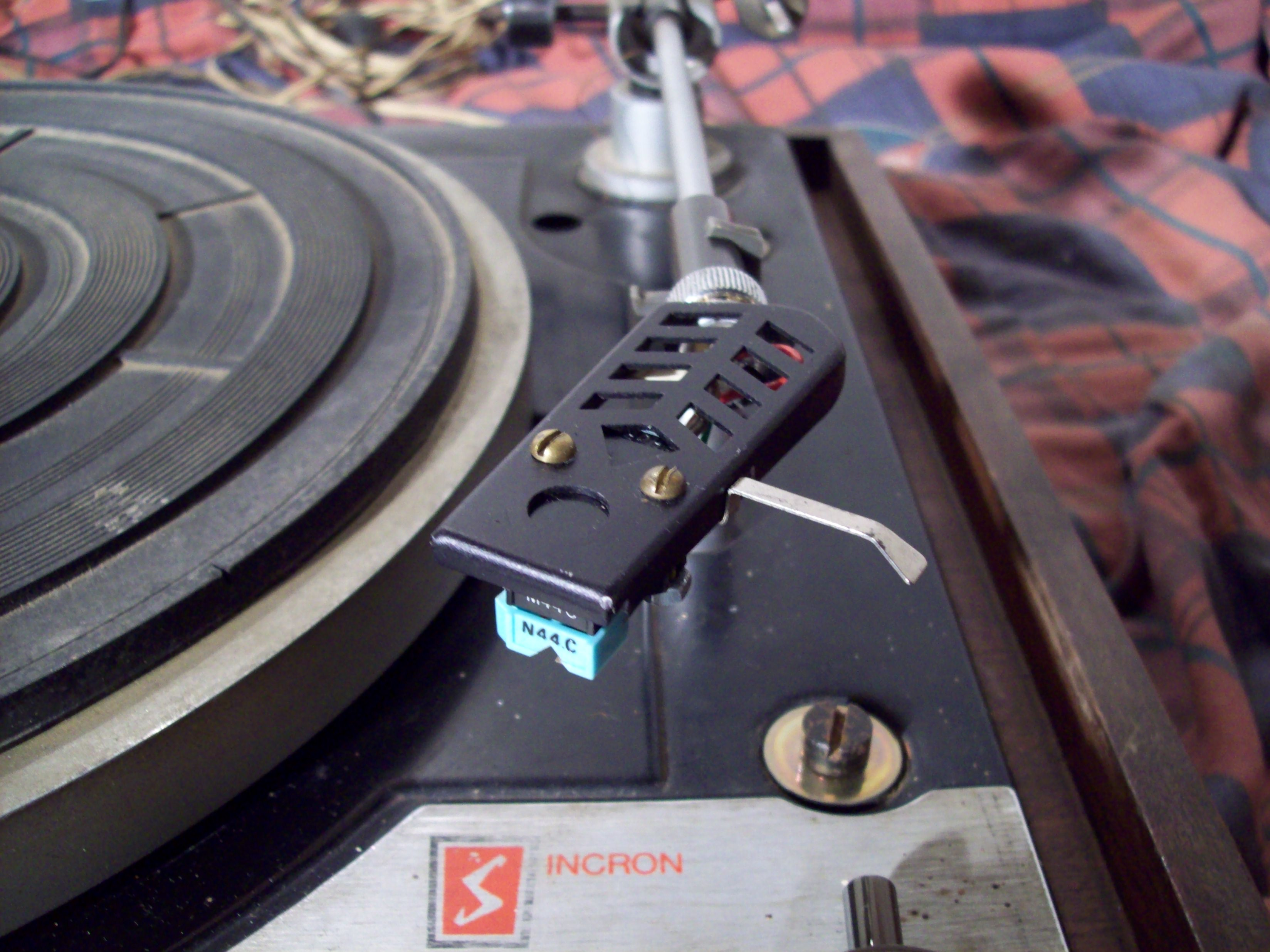
El brazo fonocaptor de un tocadiscos, en este caso el brazo es recto con el soporte torcido en un ángulo de 70°.

Es una parte esencial de todo tocadiscos ya que debe tener una gran movilidad para poder recorrer bien el disco. La finalidad fundamental del brazo es la de servir de soporte a la cápsula, haciendo que esta siga los surcos del disco lo más tangencialmente posible al radio del mismo. Los brazos deben estar diseñados de forma que se adapten a la mayor parte de las cápsulas.
Los brazos actuales están fabricados de materiales livianos, pero a la vez rígidos para evitar las vibraciones invasoras, y en lo posible de materiales no ferromagnéticos, como por ejemplo: madera, aluminio, plástico, etc. Se han investigado varios tipos de brazos, los de fibra de carbono resultaron buenos, pero se los descartó porque transmitían vibraciones a la cápsula.
Tiene unos tres contrapesos (depende del tocadiscos), que sirven para calibrar el peso de la aguja con la cápsula fonocaptora y el soporte. Debe poseer dispositivos para evitar que el brazo se deslice muy libremente, esto requiere de un balanceo. La forma del brazo también es importante para evitar el error tangencial. Los brazos rectos son propensos al error tangencial, deben tener el soporte de la cápsula torcido en un ángulo de 70°, en cambio se han diseñado los brazos en forma de "S" para minimizar el error tangencial y que el soporte de la cápsula esté más recto con respecto al radio del disco.

### Cápsula fonocaptora

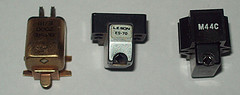
Tres cápsulas fonocaptoras, parte esencial del brazo fonocaptor.

La cápsula fonocaptora es el alma de un tocadiscos, ya que es el transductor encargado de transformar la energía mecánica que produce la púa y el disco (producida por el movimiento de la aguja sobre el relieve del surco del disco) en variaciones de voltaje (energía eléctrica), para que el altavoz (transductor electroacústico) convierte nuevamente en vibración sonora.
Existen tres tipos de cápsula:

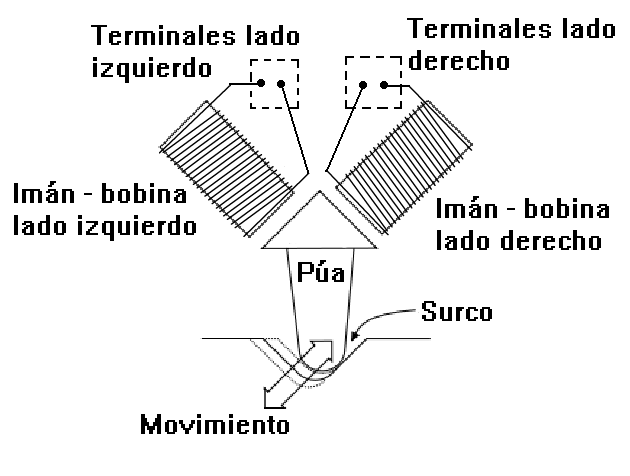
Esquema del funcionamiento y partes de una cápsula fonocaptora. Según la cantidad de bobina-imanes se sabe si es estereofónica o monofónica. En este caso es estereofónica.

- Cápsulas de cristal, piezoeléctricas o cerámicas: basadas en las propiedades de ciertos cristales, tales como las sales de Rochelle o el Titanato de bario en los que, al ser sometidos a presión o esfuerzos mecánicos, aparece una tensión en sus extremos (efecto piezoeléctrico). Poseen la tensión de salida más alta (entre 0,2 y 1 Vpp) y son de alta impedancia, pero son muy delicadas, siendo sensibles a los golpes y al calor y a la humedad, y presentan una respuesta en frecuencia muy irregular, lo que no las hace aptas para equiposs Hi-Fi. Son las más económicas y habituales en tocadiscos de bajo precio del tipo valija.

- Cápsulas magnéticas: son las más comunes, se basan en la variación del flujo magnético producido por el movimiento de la aguja sobre el surco, sobre un conjunto imán-bobina que contiene. Las corrientes inducidas en las bobinas son la señal recuperada del surco.

Lo más normal es que sean de imán móvil, en las que el movimiento de la aguja se traslada a los imanes, siendo estos los que se mueven.
También existen cápsulas de bobina móvil, en los cuales la que se mueve es una diminuta bobina. Estás son las que ofrecen mayor calidad reproductora, pero son caras, poseen una tensión de salida muy baja (típicamente 1 mV) y presentan la desventaja de que el brazo de la aguja se encuentra adherido a la bobina, lo que dificulta su sustitución cuando esta se ha desgastado siendo muchas veces imposible.
- Cápsulas de condensador: consta de una parte metálica fija, y, muy cerca, (pero no tocándola), otra placa metálica, más fina y blanda, para que se pueda mover. Esta última está pegada al vástago, al cual está pegada la aguja. Cuando la aguja recorre el disco, esta placa se mueve, produciendo así, una diferencia de potencial. Como el micrófono de condensador, esta cápsula también requerirá de una corriente continua, ya que esta no la puede generar, solo modulará la corriente que le envíe el preamplificador, sistema conocido como alimentación Phantom. El amplificador o preamplificador debe incorporar este tipo de alimentación para poder usar dichas cápsulas.

Así entonces, en la cápsula está la aguja, que es la que entra en contacto directo con el disco. Las agujas se fabrican en diamante o zafiro, siendo las primeras las propias de las cápsulas fonocaptoras de tipo magnético y las segundas las de cápsulas fonocaptoras de tipo cristal.

### Agujas

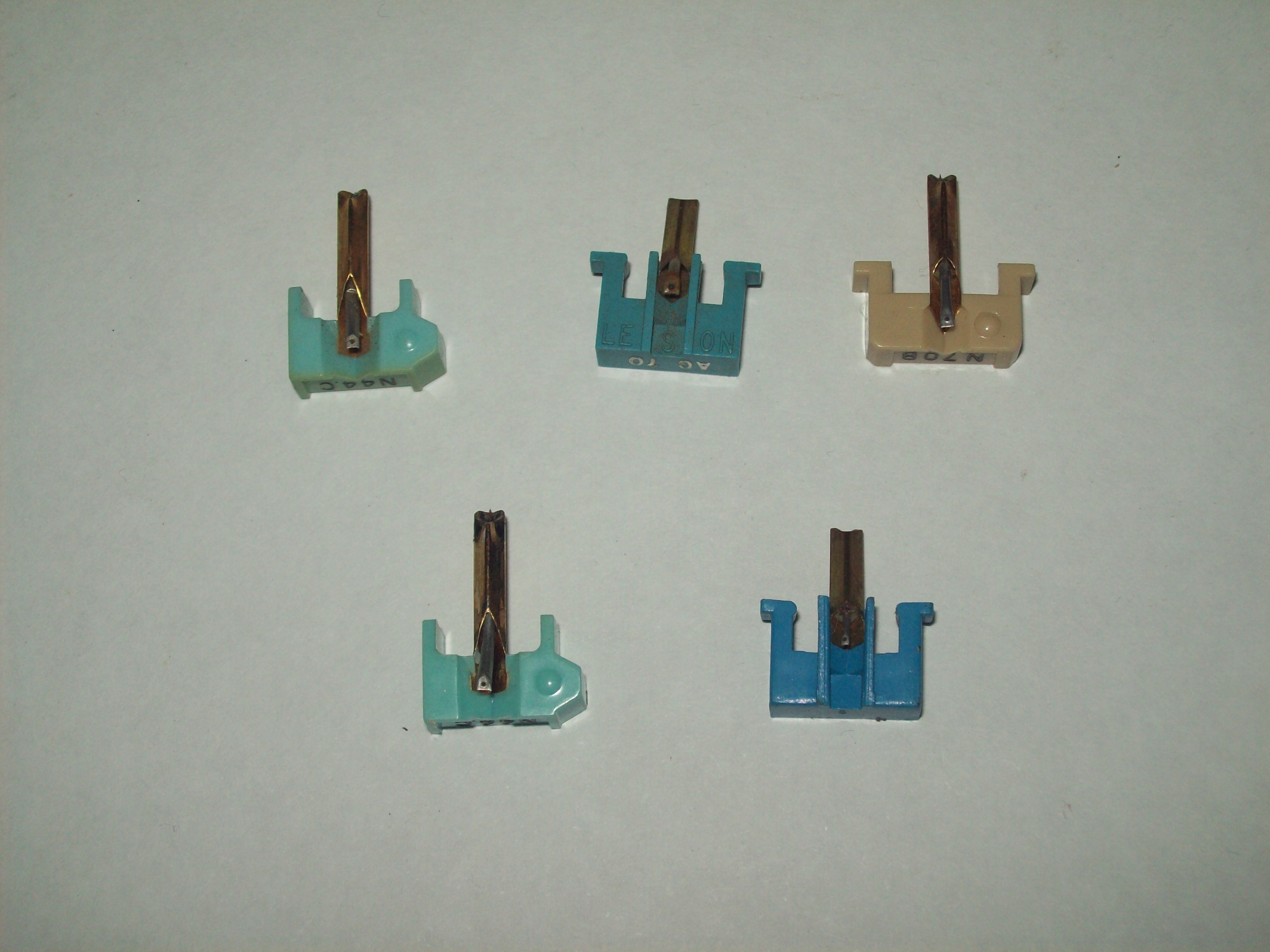
Las agujas son las que tocan el disco, y son parte de la cápsula fonocaptora. Van encajadas en un agujero de la cápsula fonocaptora.

Uno de los elementos más importantes de la cápsula es la aguja. Esta es la encargada de leer las sinuosidades contenidas en el surco, y debe estar en contacto permanente con el disco y siempre tendría que existir una superficie grande de contacto entre estos dos. Es aquí donde se produce el mayor inconveniente en este tipo de artefactos, el desgaste de uno de estos dos a lo largo del tiempo. Existen varios factores que influyen en la vida de la aguja, como el material con que está fabricada; si la aguja es de zafiro la vida útil del disco sería menor; también influye el estado en que estén conservados los discos; el polvo o la suciedad pueden dañar la aguja, el peso que ejerce la cápsula sobre el disco; si este peso es muy excesivo la aguja puede gastarse o el espárrago puede romperse, la forma del brazo; error tangencial.
Según su forma encontramos tres tipos de agujas:
- Aguja de punta cónica o esférica: es deficiente porque produce distorsiones por contacto. Esto se debe a que la grabación se realiza con una aguja de punta triangular, por lo que el encaje entre aguja y surco no es el más adecuado.
- Aguja de punta elíptica: mejora la reproducción del sonido con respecto a la de punta cónica o esférica, pues "encaja" más con el surco. Esto se debe a que la superficie de contacto es más pequeña, con lo que disminuye el ruido y mejora la reproducción del sonido, con respecto a la aguja cónica.
- Aguja de punta multirradial: de forma de pirámide invertida con los bordes redondeados, por lo que se adapta mejor a las paredes del surco que las agujas elípticas convencionales, por lo que reproduce el sonido de forma más fiel y con menor ruido. La superficie de contacto es más grande que la esférica y la elíptica. La aguja de punta multirradial es la aguja de shibata.